# Distinguished Service Cross (Vereinigtes Königreich)

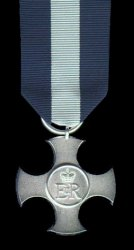
Das Distinguished Service Cross

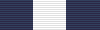
Bandschnalle des Distinguished Service Cross

Das Distinguished Service Cross (DSC) ist eine militärische Auszeichnung des Vereinigten Königreichs, welche an Personen der Royal Navy, der britischen Handelsmarine und an Personen des Commonwealth, die sich im Seekrieg verdient gemacht haben, verliehen werden kann. Da das Distinguished Service Cross nur im Zusammenhang mit dem Seekrieg verliehen wird, besitzen das Heer (mit dem Military Cross) und die Luftwaffe (mit dem Distinguished Flying Cross) eigene Ehrenzeichen für Tapferkeit.
Die Auszeichnung wurde 1901 als Conspicuous Service Cross gestiftet und 1914 in Distinguished Service Cross umbenannt. Sie konnte allen Offiziere bis zum Rang eines Lieutenant Commander verliehen werden. Ab 1931 wurde sie auch Offizieren der Handelsmarine verliehen. Von 1940 an konnte sie allen Offizieren (also auch der Royal Air Force und British Army) verliehen werden, die auf einem britischen Schiff Dienst taten. Seit 1993 wird sie allen Rängen verliehen; die bisherige Distinguished Service Medal für niedere Ränge wird nicht mehr vergeben. 
Die Ordensträger sind berechtigt, ihrem Namen die Buchstaben „DSC“ (sog. post-nominals) nachzustellen. Personen, denen die Auszeichnung zum wiederholten Male verliehen wird, erhalten eine Spange zum Distinguished Service Cross, die am Ordensband getragen wird.
Im Ersten Weltkrieg wurden das Distinguished Service Cross 1.933 Mal vergeben. Seit 1945 wurden aber nicht mehr als 100 entsprechende Auszeichnungen verliehen. 

## Beschreibung
- Form: Kreuz mit gebogenen Armen
- Material: Silber
- Maße: 41 Millimeter in der Höhe, 35 Millimeter in der Breite
- Eigenschaften: In der Mitte liegen in einem erhobenen Kreis die Initialen des aktuell regierenden Monarchen, darüber eine Krone

Auf der Rückseite werden der Name des Trägers und das Verleihungsdatum vermerkt.
- Band: drei gleich breite Streifen, marineblau - weiß - marineblau